# Langues en Guadeloupe
La Guadeloupe étant une région monodépartementale française d'Outre-Mer, le français  en est la langue officielle, parlé par 84 % de la population. Toutefois, le français guadeloupéen (en contact avec le créole) possède certaines caractéristiques linguistiques différentes de celles du français standard métropolitain . Mais, ce français régional a été peu étudié et la plupart des descriptions faites portent sur son lexique et sa morphosyntaxe . Cependant, il y a désormais une étude très détaillée sur l'aspect phonique du français guadeloupéen (ce serait la première étude qui traite à la fois des aspects phonétiques acoustiques, phonologiques et perceptifs du français guadeloupéen en particulier et du français antillais en général). Cette étude met en évidence, entre autres, les différentes réalisations de la consonne /R/ dans les variétés lectales de français guadeloupéen (acrolecte, mésolecte et basilecte). Elle indique que généralement le /R/ se réalise en tant que:
- /R/ fricatisé dans la variété acrolectale;
- /R/ vocalisé dans la variété mésolectale;
- approximante [w] dans la variété basilectale.

Les représentants des plus vieilles générations ne parlent pas toujours couramment le français, mais le créole guadeloupéen. Le créole guadeloupéen est considéré comme une langue régionale, langue ancienne née d'un métissage de français, d'anglais et de langues africaines et de certains mots amérindiens.
Le lien avec les langues africaines sont souvent ignorés. Quelques exemples :
- « accras » les célèbres beignets antillais, en bambara, akara signifie « beignet »;
- « awa » signifie « non » en créole et « awo », a le même sens en Mina (dérivé de l'éwé parlé au Ghana, au Togo et au Bénin). De même, en Guinée, le mot « awa » signifie « iyo » en soussou. Ce qui correspond à « non » en français ;
- « bonda » signifie « fesses ou postérieur » en créole et correspond au mot « nbonda » en kikongo.

Quelques exemples de rapprochements souvent ignorés avec l'espagnol :
- En créole le verbe ni ou tini est le verbe avoir. En espagnol tener est le verbe avoir.

Quelques exemples de rapprochements souvent ignorés avec l'anglais :
- En créole, lorsque l'on dit de quelqu'un qu'il a biguidi, cela signifie se défiler, perdre ses forces ou son sang-froid. En anglais to be giddy peut signifier être étourdi, fébrile, avoir le vertige.
- En créole, un tré désigne le plateau d'une marchande. En anglais a tray est un plateau.
- En créole, on lo moun veut dire « beaucoup de monde ». En anglais, on dirait a lot of people (soit littéralement un lot de personnes, beaucoup de monde). Également l'expression méré lékol (sécher les cours), vient de my way sous-entendu I go my way (Je suis ma route ailleurs qu'à l'école).

Le créole a été créé pour que tous les groupes ethniques puissent se comprendre, il s'agit des européens (majoritairement français), africains et amérindiens. Le créole est ainsi un mélange. Il fut créé dès le XVIIe siècle en réponse à une urgence communicative. Contrairement aux Espagnols dont seuls les Castillans avaient au départ le droit de coloniser l'Amérique, et aux Anglais, les Français ne possédaient pas à l'époque de la colonisation de la Guadeloupe de langue unifiée. Les Normands parlaient le normand, les Bretons le breton, etc. C'est pourquoi ils ne pouvaient pas imposer leur langue. Le créole est dès le départ la langue de toutes les « races » créé pour que tous puissent communiquer ensemble. Par ailleurs Terre-de-Haut et Terre-de-Bas dans l'archipel des Saintes, de par leur histoire de peuplement (colons bretons, normands et poitevins), ont leurs créoles propres qui se distinguent du créole Guadeloupéen de par leurs prononciations francisées, leurs expressions particulières, leurs syntaxes et leurs sonorités. Bien que non transcrit, ces insulaires qualifient leur créole de « patois » ou « parler saintois » et assurent activement sa transmission et sa pérennité par leurs descendances de manière vernaculaire.
Les habitants de la Dominique et Sainte-Lucie et un petit groupe en Louisiane et à Trinidad parlent un créole à base lexicale francophone car leurs îles (et territoire), à l'exception de Trinidad, ont été colonisés par les Français. Les créoles de la Guadeloupe, de la Dominique, de Martinique et de Ste Lucie sont très proches et les habitants créolophones de ces îles se comprennent aisément. Le créole haïtien est un peu moins proche que le créole guadeloupéen.
La syntaxe du créole guadeloupéen (comme celui des autres îles de la Caraïbe) ne considère pas le vouvoiement, exprimé par la 2e personne du pluriel en français. Le créole est aussi une langue très imagée, et très philosophique par ses expressions. Le créole est une langue rude, les expressions sont souvent crues, ce qui traduit littéralement en français peut facilement porter à confusion. Pourtant leur utilisation en langue créole ne traduit pas la violence qui lui équivaut en français. Par exemple an ke limmé di fé si'w qui mot à mot se traduirait « je vais allumer du feu sur toi » ne signifie pas l'envie du locuteur d'incendier la personne avec laquelle il dialogue, mais plutôt son intention de l'impressionner de par sa prestation, comme quelqu'un dirait « je vais te laminer » ou « je vais te donner une leçon » lorsqu'il est sûr de gagner à une partie de jeu vidéo.
Quelques éléments de phonétique : le créole a été écrit pour la toute première fois par un béké guadeloupéen à la fin du XVIIe siècle. À l'époque, il l'avait retranscrit à partir de l'orthographe française. Maintenant la lettre « c » n'existe pas, ni l'association « qu », le son [k] s'écrit avec un K. Le son « in » (de matin) s'écrit « en », et le son « an » (de enfant) s'écrit « an ». Le retour aux sources de la population guadeloupéenne a créé un véritable intérêt pour le créole, des livres de contes et de poésies sont, depuis une dizaine d'années, édités en créole et en français. Hector Poullet est notamment un pionnier des dictées médiatisées en créole.
Les Guadeloupéens qui ont aujourd'hui 50 ans ont connu une période de répression du créole. En effet, le créole était considéré comme une langue rappelant des origines modestes, donc les parents et les instituteurs interdisaient à leurs enfants de s'exprimer en créole. Cela n'empêchait pas les enfants de s'exprimer en créole entre eux.
Il est encore aujourd'hui considéré comme impoli pour un enfant de s'adresser directement en créole à un adulte ; pour autant le créole n'a pas disparu. Maintenant les jeunes intègrent des mots anglais, notamment provenant de l'anglais jamaïcain au créole. Ainsi les adultes ont parfois du mal à « comprendre » le créole parlé par leurs enfants, comme les parents de l'hexagone ne saisissent pas toute une conversation en verlan ou en argot des jeunes adolescents.
Certaines personnes âgées qui n'ont pas eu la chance d'être scolarisées très longtemps préfèrent s'exprimer en créole, et de ce fait parlent créole, alors que le reste de la population parle le plus souvent français que créole pour engager une conversation. Le créole est facilement parlé entre amis et en familles.